# (14328) Granvik
(14328) Granvik est un astéroïde de la ceinture principale.

## Description
(14328) Granvik est un astéroïde de la ceinture principale. Il fut découvert le 8 novembre 1980 à la station Anderson Mesa par Edward L. G. Bowell. Il présente une orbite caractérisée par un demi-grand axe de 2,78 UA, une excentricité de 0,25 et une inclinaison de 7,9° par rapport à l'écliptique.

## Compléments